# Lymanopoda eubagioides
Lymanopoda eubagioides är en fjärilsart som beskrevs av Butler 1873. Lymanopoda eubagioides ingår i släktet Lymanopoda och familjen praktfjärilar. Inga underarter finns listade i Catalogue of Life.